# Pfarrhaus Marzahn
Das Pfarrhaus der evangelischen Pfarrkirche Marzahn ist ein Baudenkmal im Berliner Bezirk Marzahn-Hellersdorf, Ortsteil Marzahn in der Gesamtanlage des historischen Dorfkerns. Es wurde zu Beginn des 19. Jahrhunderts für den Pfarrer der Dorfkirche in Marzahn errichtet und in späteren Jahren zuerst umgenutzt und dann umgebaut.

## Lage
Das Pfarrhaus steht im Osten des ehemaligen Dorfangers, Adresse Alt-Marzahn 61, und nur wenige Gehminuten von der Wirkungsstätte des Pfarrers, der Dorfkirche Marzahn entfernt.
Ein schmaler Vorgarten beiderseits der Treppe ist mit einem ornamental gestalteten niedrigen schmiedeeisernen Zaun zum Gehweg hin abgegrenzt.
In den Nachbargebäuden befinden sich eine Selbsthilfekontakt- und Beratungsstelle (Nummer 59a) sowie der Verein Am Ahrensfelder Berg e. V. und der Tierhof Alt-Marzahn (Nummer 63).

## Geschichte
Die heutige Straße Alt-Marzahn wurde im Jahr 1938 durch die Zusammenführung der nördlichen um den Anger verlaufenden Dorfstraße mit der südlich um den Anger führenden Dorfaue gebildet. Dabei wurden die Parzellen- bzw. Hausnummern neu vergeben: im nördlichen Arm alle ungeraden Zahlen, im südlichen Arm die geraden Zahlen.
Schon in den 1930er Jahren war das Wohnhaus kein Pfarrhaus mehr, es war an einen Privatmann verkauft worden, im Jahr 1940 nennt das Adressbuch beispielsweise einen Bauern als Eigentümer.
So blieb es über das Kriegsende hinaus auch noch etliche Jahre in der DDR-Zeit. Zu Beginn der 1980er Jahre wurde das ehemalige Pfarrhaus wieder ins Eigentum der evangelischen Kirche übergeben, ein Pfarrer (Wolfgang Zietz) konnte hier einziehen (1984).
Seit einem größeren Umbau des Anwesens im Jahr 1985 dient(e) es außerdem, zusammen mit dem Nachbarhaus (Alt-Marzahn 63), als Evangelischer Kindergarten. Inzwischen befindet sich der vergrößerte Kindergarten an der Straße Hinter der Mühle*, das ist der nördliche Hofbereich des Pfarrgartens.
Nach dem erneuten gesellschaftlichen Umbruch 1989/1990 ließ die Leitung der evangelischen Kirche einen neuen Eingangsbereich mit Treppe und gemauertem Geländer errichten und die historische zweiflügelige hölzerne Tür restaurieren, womit an das frühere Aussehen des Hauses erinnert wird. Das Pfarrerehepaar Gertrud und Wolfgang Zietz konnte hier einziehen und das kirchliche Gemeindebüro betreiben.
Unter der Adresse Alt-Marzahn 61 ist auch das Apostelamt Jesu Christi einquartiert, das Räumlichkeiten als Gemeindeamt und für Gottesdienste seiner Geschwister (Gemeindemitglieder) nutzt.
Im Jahr 2020 übernahm ein neuer Pfarrer das Amt im Kirchensprengel Marzahn und zog mit seiner Familie in das Pfarr- und Gemeindehaus ein: Joram Luttenberger.

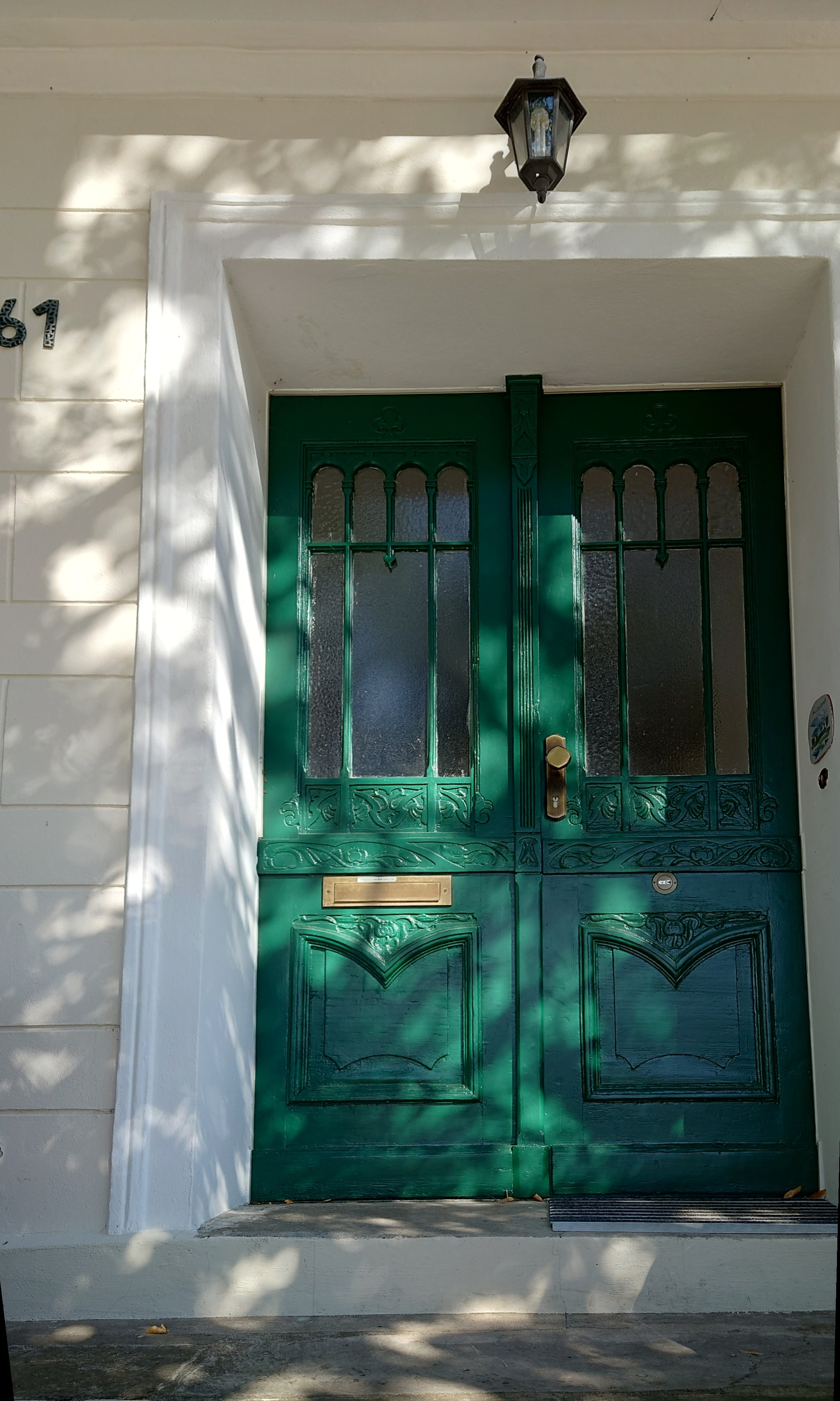
Schöne Tür am Pfarrhaus

## Architektur
Das Baudenkmal ist ein fast schmuckloser siebenachsiges eingeschossiger Putzbau mit gesondertem Kellergeschoss. Das Haus mit einer Länge von rund 15 m und einer Breite von etwa 9 m ist mit einem ziegelgedeckten Walmdach abgeschlossen.
Hervorhebenswert ist der mit roten Backsteinen rekonstruierte Eingangsbereich mit fünfstufiger Freitreppe.
Hochrechteckige Fenster an der Straßenseite sind mit besonders breiten und weiß gestrichenen Fensterkreuzen in Form des lateinischen Kreuzes ausgestattet.